# Philip Lynott
Philip Parris Lynott (West Bromwich, 20 agosto 1949 – Salisbury, 4 gennaio 1986) è stato un bassista, cantante e chitarrista irlandese, fondatore e membro di spicco del gruppo rock Thin Lizzy.
Lynott è stato un musicista e compositore tra i più significativi del panorama hard rock e non solo, e la musica da lui creata ha influenzato importantissime band della scena heavy metal tra i quali gli Iron Maiden e i Metallica. Fu inoltre noto per la sua verve poetica particolarmente lirica propensa all'innovazione.

Il critico musicale John Dugan scrisse nei suoi riguardi:
Phil Lynott morì il 4 gennaio 1986 all'età di 36 anni in seguito a un'overdose di eroina. È oggi sepolto nel cimitero di St. Fintan's, a Sutton. Una sua statua in bronzo a grandezza naturale è stata eretta nel 2005 in Harris Street nel centro di Dublino.

## Biografia

### Gioventù (1949-metà anni sessanta)
Phil nacque il 20 agosto 1949 all'Hallam Hospital a West Bromwich (Birmingham, Inghilterra) da padre di Georgetown nella Guyana britannica, Cecil Parris, e da madre irlandese di Dublino, Philomena Lynott (solitamente chiamata Phyllis), dalla quale prese il cognome. Il padre abbandonò la famiglia quando Phil aveva solo tre settimane. Appena nato, Phil venne portato dalla madre prima nei pressi di Manchester e in seguito a Dublino, dove crebbe a casa della nonna Sarah, stringendo in particolare un fortissimo legame con la madre e la nonna. I suoi genitori naturali si tennero saltuariamente in contatto, ma Lynott conobbe suo padre solo alla fine degli anni settanta.
Phil passò la sua giovinezza per le strade di Dublino, spesso schernito dalla società bigotta che condannava la sua estrazione complicata e sofferta di mezzosangue senza padre che a quel tempo in Irlanda non era una posizione comune e tantomeno accettata. Da ragazzo imparò la durezza necessaria a difendere la propria sensibilità dalla condanna della società e la consapevolezza del suo essere diverso e solo. Nelle sue liriche traspaiono queste due anime, quella della durezza e quella del sentimento. In tutta la sua carriera si è sempre descritto, attraverso le sue azioni e le sue canzoni, come un ragazzo di vita, un protagonista tra le bande di strada, un randagio. Sapeva di essere un solitario, ma cercava di costruire il suo personaggio negli aspetti più ribelli e romantici; nelle sue canzoni spesso affiorano aspetti autobiografici che ricordano risse di strada e abusi di alcol ma sempre controbilanciate da fine sensibilità e senso dello humor.
Intravide una via di fuga dal vicolo cieco della sua vita di allora nei suoi eroi di gioventù: lo affascinavano i bravi dei film western che guardava assiduamente nel cinema della sua zona e icone musicali come Elvis Presley e Jimi Hendrix. Già da giovanissimo Phil decise fermamente che avrebbe emulato i suoi eroi e sarebbe diventato un musicista. Una conoscenza scolastica gli fece incontrare il batterista Brian Downey, con il quale formò i Black Eagles; fu una relazione da cui scaturì un'amicizia che sarebbe poi durata per tutta la sua vita.

### Gli esordi (metà anni sessanta-1969)
A metà degli anni sessanta Lynott iniziò così a suonare nei Black Eagles, il suo primo gruppo. Dopo un primo scioglimento Phil fu reclutato da Brush Sheils per cantare nel suo gruppo, molto nota localmente, gli Skid Row. Lynott inizialmente era prima voce ma decise che per esprimere al meglio le sue idee musicali avrebbe dovuto suonare uno strumento e subito optò per il basso; Brush, il bassista del gruppo, gli insegnò la tecnica di base. Phil era un avido studente e in breve iniziò a comporre materiale proprio. Fu anche in questo periodo che conobbe a Belfast il talentuoso e promettente chitarrista Gary Moore che pure suonava negli Skid Row, con il quale strinse un'alleanza musicale e professionale durata poi fino alla fine della propria vita anche se non senza incidenti; talvolta componevano a quattro mani, altre volte non si parlavano per mesi, una volta addirittura per tre anni non si rivolsero direttamente la parola; probabilmente è giusto dire come amava Phil, che erano come due pistoleri in una sola città, entrambi desideravano la luce dei riflettori puntata e questo provocò un fortissimo attrito creativo che comunque generò i migliori lavori del loro futuro gruppo, i Thin Lizzy.
Nel frattempo Brush decise di trasformare gli Skid Row in un trio e diede il benservito a Phil il quale prese questo licenziamento nel migliore dei modi formando il proprio gruppo, gli Orphanage. Più che un vero gruppo era un progetto musicale all'interno del quale i membri avrebbero potuto entrare e uscire senza impegno, strutturato un po' come una Jam Session continua. Questa band durò poco perché Phil era insoddisfatto e cominciò a pensare a un gruppo più solido, completo, e quando incontrò il chitarrista di Belfast, Eric Bell, l'idea si tramutò in realtà. Nacquero a quel punto i Thin Lizzy.

### I Thin Lizzy (1969-1984)
(Phil Lynott rivolto alla folla durante il concerto Live and Dangerous)

#### L'ascesa (1969-1980)

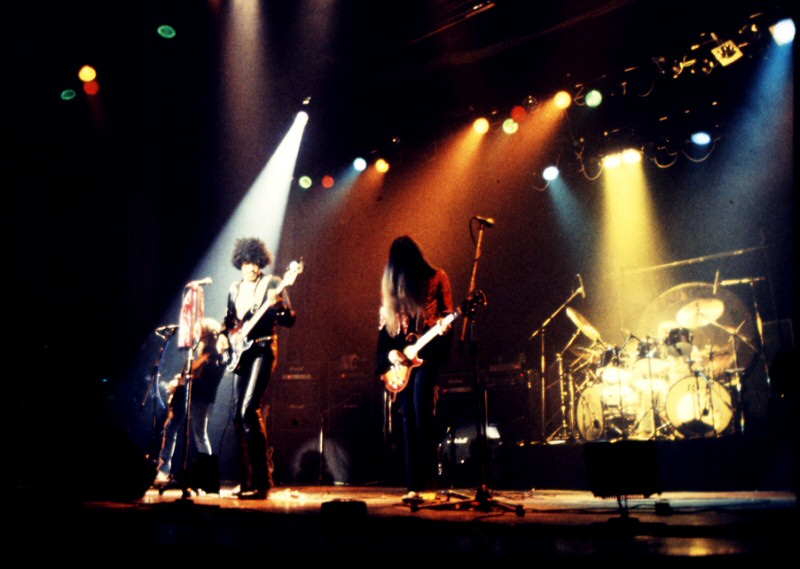
I Thin Lizzy nel 1977

Nel 1969 fondò quello che poi sarebbe stato uno dei più noti gruppi hard rock di sempre, i Thin Lizzy di cui scrisse tra l'altro la maggior parte delle canzoni. Scelse di coinvolgere il suo amico Downey alla batteria, il chitarrista Bell, l'organista Eric Wrixon e di proporsi personalmente come bassista e cantante.
La prima incisione The Farmer risale al 1970, anche se il lavoro fu distribuito solo in Irlanda. Il primo vero successo arrivò nel 1973 con la canzone popolare irlandese "Whiskey in the Jar".
Dopo un più o meno amichevole addio con Gary, venne ingaggiato Robbo Robertson alla chitarra (nel 1974), ma Phil in fondo non ne fu mai convinto, fino a che lo sostituì, dopo una parentesi con il redivivo Gary Moore nel 1979, con Snowy White (nel 1980) il quale pur essendo un professionista ed esperto chitarrista, non trovò mai la sintonia artistica che Phil cercava per rinnovare il suono del gruppo.
Inoltre nel 1978 partecipò al concept album Jeff Wayne's Musical Version of The War of the Worlds nel ruolo di Nathaniel. Nel 1979, con il nome di "The Greedies", pubblicò il singolo natalizio A Merry Jingle, in collaborazione con gli altri membri dei Thin Lizzy, e Steve Jones e Paul Cook dei Sex Pistols.
Nonostante i Thin Lizzy avessero ancora successo, nel 1980 Lynott decise di iniziare una propria carriera solista con l'album Solo in Soho, che entrò nella Top 30 britannica e dal quale vennero estratti due singoli: Dear Miss Lonelyhearts e King's Call. Nel secondo brano, un omaggio musicale a Elvis Presley, Lynott si avvalse della collaborazione di Mark Knopfler. Il suo secondo disco, The Phil Lynott Album, non riscosse lo stesso successo del primo, anche se alcuni singoli, come "Old Town" e "Yellow Pearl" riscossero un discreto successo.

#### Il declino (1980-1984)

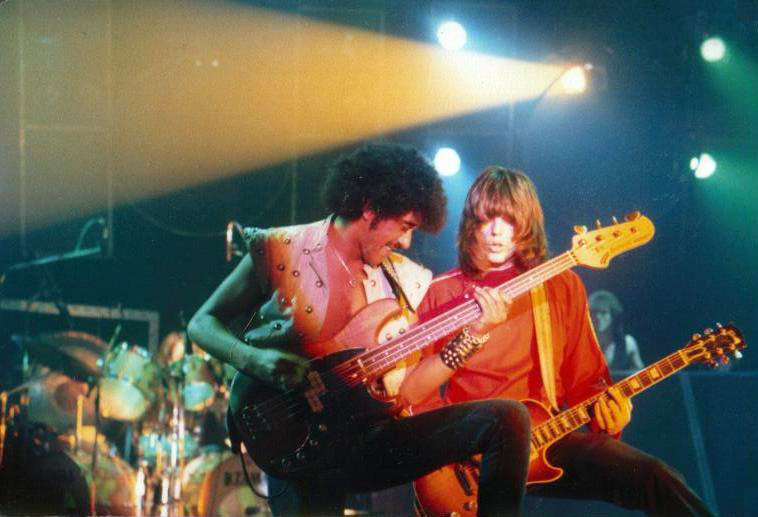
Phil Lynott durante un live nel 1981

Sempre nel 1980 Lynott sposò Caroline Crowther, figlia del comico e presentatore di noti giochi televisivi Leslie Crowther, dalla quale aveva già avuto una figlia, Sarah. Dopo il matrimonio nacque la secondogenita Cathleen. Da un lato Phil voleva ardentemente essere nient'altro che un padre come non aveva mai avuto e curare la propria famiglia restando a casa, dall'altro lato il richiamo della ribalta, gli amici, le tournée, gli eccessi e la vita on the road lo riportavano violentemente al suo destino. Inevitabilmente questa situazione lo condusse al disastro, quando nei primi anni ottanta si ritrovò separato dai figli e abbandonato dalla moglie.
Nel 1984 i Thin Lizzy si sciolsero, e nello stesso anno Lynott registrò un singolo medley insieme a Roy Wood, Chas Hodges e John Coghlan: We Are The Boys (Who Make All The Noise).

### I Grand Slam e altri progetti (1984)
I Grand Slam furono il suo successivo progetto musicale; la formazione composta in parte da musicisti semi-sconosciuti, seppur creativamente valida, non riscosse il meritato riscontro a causa dei continui (e inevitabili) raffronti, spesso ingenerosi, con i Thin Lizzy.
Collaborò in seguito anche con l'ex-compagno nei Thin Lizzy Gary Moore nei singoli Out in the Fields e Parisienne Walkways. La sua ultima canzone, Nineteen, venne pubblicata poche settimane prima della sua morte.
Moore in seguito disse che Lynott aveva un lato oscuro che lo costringeva in un vortice, lo allontanava dai suoi cari e dai suoi amici rendendolo sempre più malinconico e solo e di conseguenza lo portava sempre più giù lungo la strada di autodistruzione che si era consapevolmente scelto. Nelle sue ultime fasi sicuramente Lynott rimase completamente isolato nell'aura dell'apparente successo e benessere, abbandonandosi agli abusi più estremi di alcol.

### Gli ultimi anni (1984-1986)

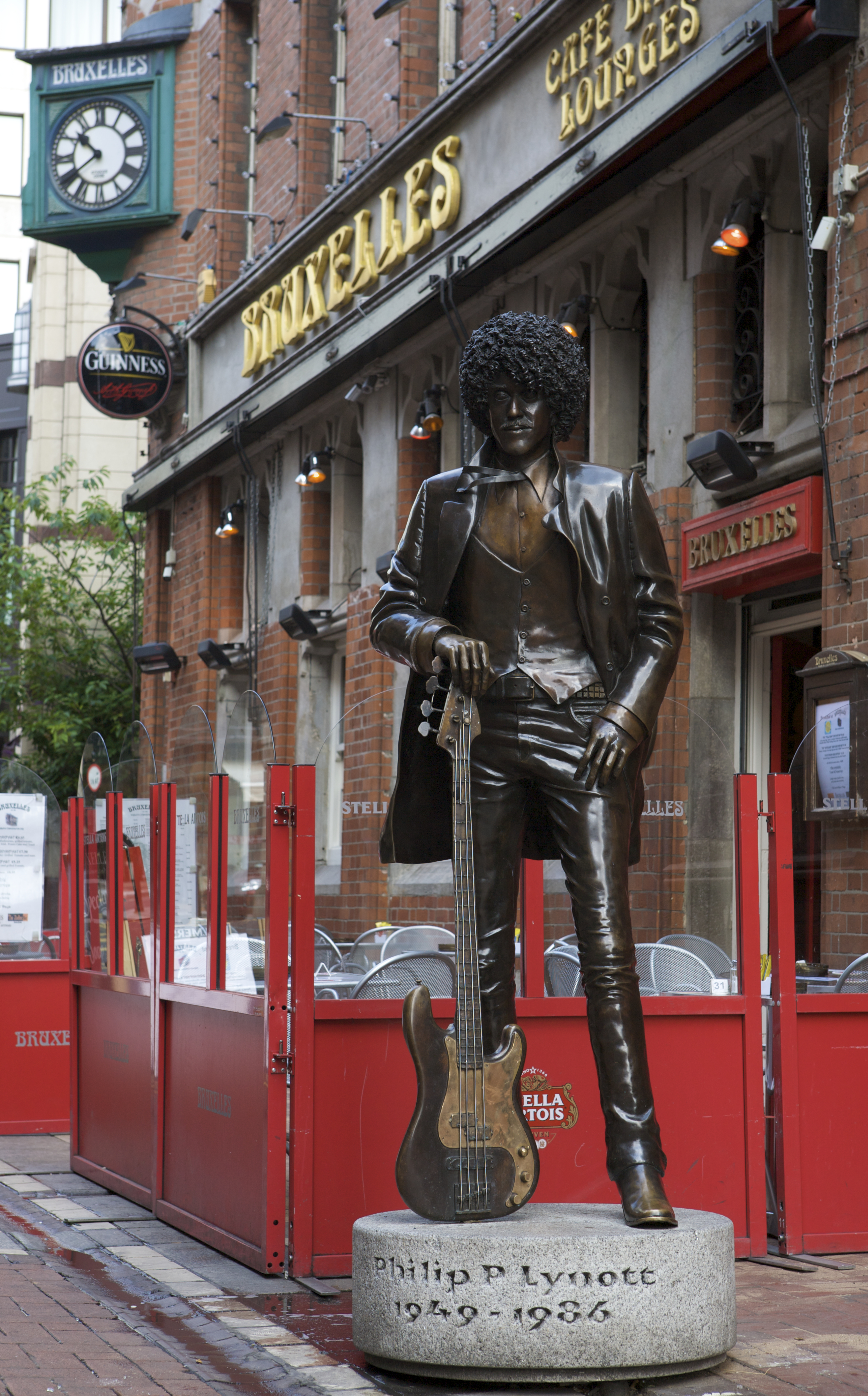
La statua raffigurante Lynott nel centro di Dublino

Negli ultimi anni di vita di Lynott, la sua dipendenza da alcol e droghe crebbe; in un primo momento sembrava in preda a una forte influenza ma quando la madre Phyllis iniziò a curarlo si accorse del suo grave stato di tossicodipendenza che aveva sempre, sino a quel punto, mascherato; era anche malato di epatite, malattia che aveva nascosto a tutti. Le feste natalizie trascorse nella più completa solitudine in preda ai fumi alcolici aggravarono la sua condizione psichica; la notte di natale del 25 dicembre 1985 ebbe un'overdose quasi letale di eroina. Fu trasportato d'urgenza all'ambulatorio di Salisbury dove sopravvisse tra stenti combattendo con tutte le forze per alcuni giorni.
Morì di insufficienza cardiaca e renale causata da intossicazione del sangue e del fegato, pochi giorni dopo, il 4 gennaio 1986, a 37 anni, esattamente quindici anni dopo avere registrato il suo primo album.

### Post mortem (1986-presente)

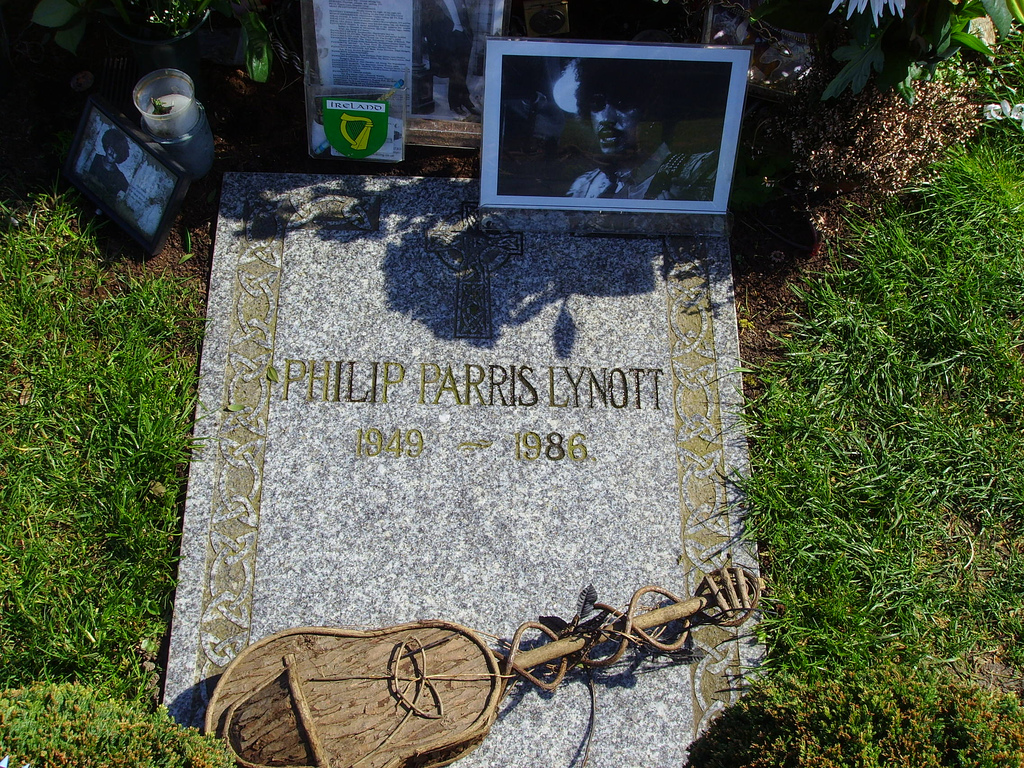
La tomba di Lynott

Phil Lynott è sepolto nel cimitero di St. Fintan, a Sutton, nei pressi di Howth, Dublino. La sua tomba è spesso visitata da familiari, amici e fan.
Una statua in bronzo a grandezza naturale raffigurante il musicista è stata eretta a Grafton Street a Dublino nel 2005. Alla cerimonia di inaugurazione erano presenti la madre di Lynott e i membri dei Thin Lizzy Gary Moore, Brian Robertson, Brian Downey e Scott Gorham, i quali si sono esibiti in un concerto dal vivo.
Nel novembre dello stesso anno l'attore statunitense Gary Dourdan ha dichiarato in'un'intervista radiofonica l'intenzione di interpretare Lynott in un film biografico.
Nel 2006 la madre di Lynott ha permesso a Micky Waters, bassista dei The Answer di suonare il basso del figlio per la prima volta dopo la sua morte. Il basso è presente anche nel video musicale della canzone Keep Belevin''.
Darren Wharton gli ha dedicato la traccia King of Spades, contenuta nell'album del 1988 Out of the Silence del suo progetto musicale Dare, mentre nel 2004 gli Europe hanno composto in suo ricordo la canzone Hero presente sull'album Start from the Dark.

## Discografia

### Da solista
Album in studio
- 1980 – Solo in Soho
- 1982 – The Philip Lynott Album

Album del vivo
- 2001 – Live in Sweden 1983

Raccolte
- 2010 – Yellow Pearl

EP
- 2006 – The Lost Recording 1970
- 2019 – Phil Lynott the Last Sessions

Singoli
- 1979 – Parisienne Walkways/Fanatical Fascists (con Gary Moore)
- 1979 – Spanish Guitar (con Gary Moore)
- 1980 – Dear Miss Lonely Hearts
- 1980 – King's Call
- 1981 – Yellow Pearl
- 1982 – Together
- 1982 – Old Town
- 1985 – Out in the Fields (con Gary Moore)
- 1985 – Nineteen

### Con i Thin Lizzy
- 1971 – Thin Lizzy
- 1972 – Shades of a Blue Orphanage
- 1973 – Vagabonds of the Western World
- 1974 – Nightlife
- 1975 – Fighting
- 1976 – Jailbreak
- 1976 – Johnny the Fox
- 1977 – Bad Reputation
- 1979 – Black Rose: A Rock Legend
- 1980 – Chinatown
- 1981 – Renegade
- 1983 – Thunder and Lightning